# Międzynarodowy Festiwal „Nova Muzyka i Architektura”
Międzynarodowy Festiwal „Nova Muzyka i Architektura” (początkowo Toruń. Muzyka i Architektura) – festiwal muzyczny organizowany od 1996 roku przez Toruńską Orkiestrę Symfoniczną. Odbywa się on cyklicznie od końca czerwca do początku września. Jego ideą jest prezentowanie różnych gatunków muzyki klasycznej, filmowej i jazzowej we wnętrzach zabytkowych oraz nowoczesnych budynkach w Toruniu. W 2024 roku odbyła się 28. edycja festiwalu.